# 1852년 뉴질랜드 헌법
1852년 뉴질랜드 헌법은 영국이 뉴질랜드 식민지의 통치를 위해 제정한 법으로, 이전 법이었던 1846년 뉴질랜드 헌법이 완전히 실행되지 않은 상황에서 제정되었다. 이 헌법은 영국으로부터 완전한 법률적 독립을 추구하기 위한 목적이 있었다.
1852년 헌법을 통해 뉴질랜드의 여러 정치 개혁이 이루어졌다. 이 헌법을 통해 뉴질랜드에는 6개의 주가 수립되었고, 뉴질랜드 의회가 설립되어 책임정부가 들어서게 되었다. 뉴질랜드의 정책을 심의하는 행정 심의회도 마련되었다. "마오리 구역" 역시 1852년 헌법을 통해 설립이 보장되었지만, 실질적인 수립은 이어지지 않았고 이는 마오리 운동에 영향을 끼쳤다. 1852년 헌법 제정 이후 1853년 뉴질랜드 총선이 열렸고, 1854년 당시 뉴질랜드 수도였던 오클랜드에서 처음으로 뉴질랜드 의회가 안건을 논의했다.
다만 뉴질랜드가 영국과 완전히 동등한 법적 권한을 누리게 된 것은 1926년 제국 회의에서 반포된 밸푸어 선언을 통해서 마련된 뒤, 1931년 웨스트민스터 헌장에서 정식으로 인정되었다. 뉴질랜드는 1947년 헌법 개정을 통해 웨스트민스터 헌장을 채택했으며, 실질적으로 뉴질랜드가 영국으로부터 법률적으로 독립한 것은 1986년 뉴질랜드 법이 제정된 뒤이다. 한편 1852년 헌법이 제정된 이후에도 군사권과 경제권은 여전히 뉴질랜드가 아닌 대영제국에 있었다.